# Хахве
Хахве (кор. 안동하회마을) - традиційне корейське село часів династії Чосон, що розташоване в Республіці Корея біля міста Андон в провінції Кьонсан-Пукто. Засноване в XVI столітті. «Ха (кор.하)» - це скорочення від слова «річка», а «Хве (кор.회)» - «повернутися». Хахве - унікальна спадщина корейської культури, оскільки там зберіглася архітектура, цінні книги, фольклор та стародавні традиції періоду Чосон. На північ від села знаходиться скеля Буйонгте, а на півдні - гора Намсан. Хахве побудоване за принципами фен-шую, тому воно має форму лотоса або двох об'єднаних ком. 
На 34-му засіданні Комітету всесвітньої спадщини ЮНЕСКО, що відбулося в Бразилії 31 липня 2010 року, реєстрація Хахве як об'єкта всесвітньої спадщини була підтверджена разом з селом Яндон, що розташоване у Кьонджу.

## Історія
Клан Рю (в інших транскрипціях - Ю) з міста Пунгсан-ип заснував Хахве у XVI столітті в період Чосону, та з тих часів сільська громада є одноклановою. Це село особливе досі збереженими унікальними спорудами, наприклад: сільська конфуціанська школа і т.д. Також громада підтримує первинні народні мистецтва та шаманські ритуали.
Сьогодні Хахве розділене на Намчон (південне село) з головною гілкою клану Рю з Пунгсан-ипу, що має назву Гьомампа; та на Пукчон (північне село) з вторинною гілкою Соепа, що має коріння клану Ю Сонрьона, видатного премєр-міністра за правління вана Сонджо. У Хахве знаходяться декілька споруд, що визнані національними скарбами Республіки Корея. У північному селі розташовані садиби Янгджінданг, позначена як скарб № 306, і Хвагьонгданг, позначена як скарб № 84. У південному селі - садиби Чунхёданг, позначена як скраб № 414, та Намчхонгтег, позначена як скарб № 90. Хоча кожна гілка жила у своїх частинах села, сьогодні представники обох гілок мешкають по всьому Хахве. 
Жителі села підтримують стародавній стиль у архітектурі, що частково втратив свої риси під час стрімкої модернізації у Північній Кореї. Аристократичні резиденції з черепичним дахом та будинки слуг із солом'яним дахом зберігають первинний архітектурний стиль династії Чосон. Найвизначнішими спорудами цього періоду є павільйон Вонджіджонгса та конфуціанська школа Бьонсан.  
У храмі Йонгмогак знаходиться колекція книг Ю Сонрьон. Деякі книги входять до списку південнокорейських національних скарбів, а саме: скарб № 132 - Джінбірок, книга, в якій зафіксовані події Імджинської війни на території корейського півострова в 1592 році. 

## Нематеріальна культурна спадщина

### Танцювальна драма у масках
Ритуал Большінгут тальнорі позначений як скарб № 69 у списку нематеріальної культурної спадщини Республіки Корея. Це особлива ритуальна танцювальна драма для богів з використанням масок Хахветхаль. За допомогою цих масок відтворюють архепічних персонажів, стереотипних вигаданих героїв або типів людей, що є легко впізнаваними для реципієнтів. Большінгут тальнорі можна віднести до загальних шаманських ритуалів, що проводяться на початку кожного року, щоб помолитися про добробут селян та рясний урожай. Після ритуалу люди збиралися в центрі села і танцювали. Для вистави вони вдягали маски і перевтілювалась у дитину, дворянина, ченця, м'ясника, вдову похилого віку і т.д. Потім розігрувалась історія, в якій чеснота винагороджується, а зло карається, наприклад: знущанням аморальних буддистських ченців, лицемірством знатного класу тощо. 

### Фестиваль феєрверків
Джульбуль норі - фестиваль феєрверків, що проводиться щорічно у ніч 16-го липня за місячним календарем на березі р. Нактонган, що знаходиться біля підніжжя скелі Буйонгте 

## Галерея

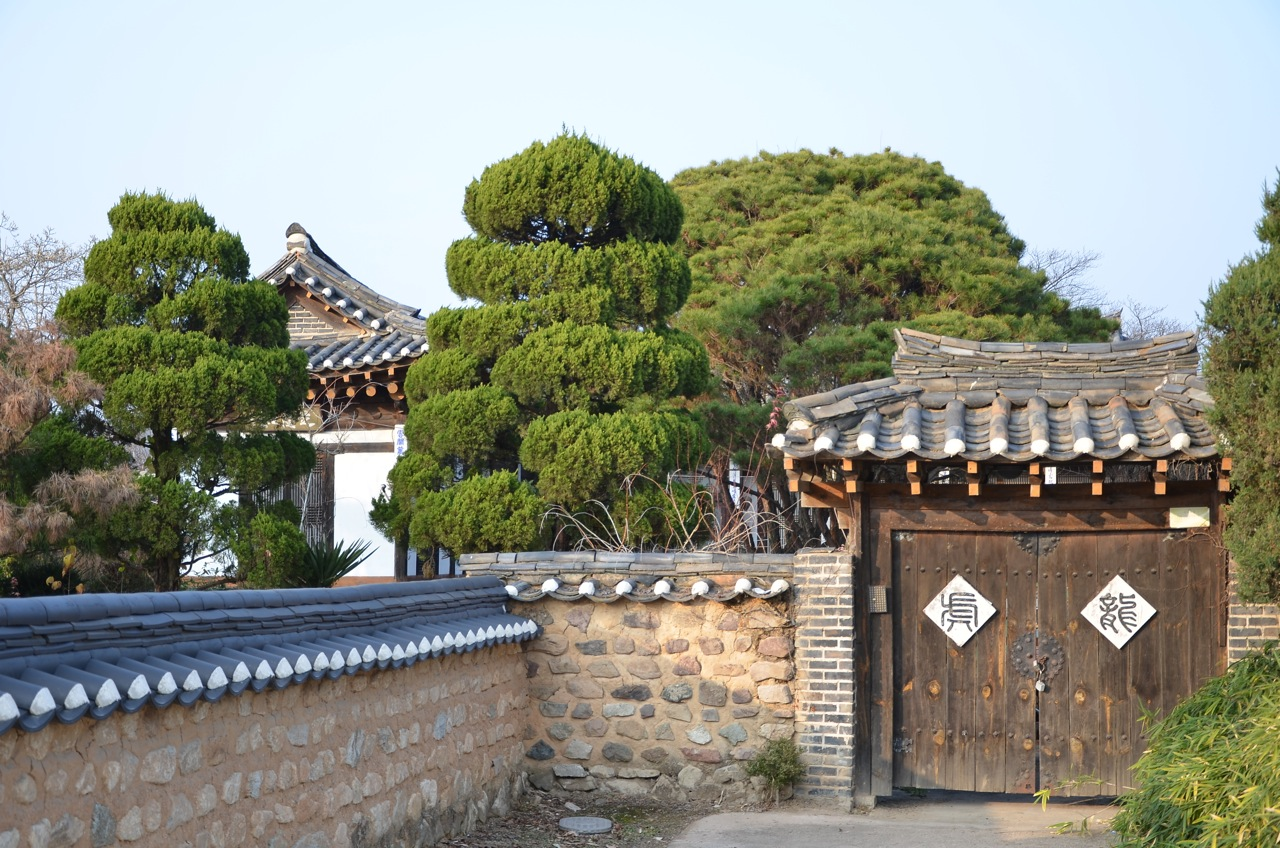
Традиційний будинок у Хахве
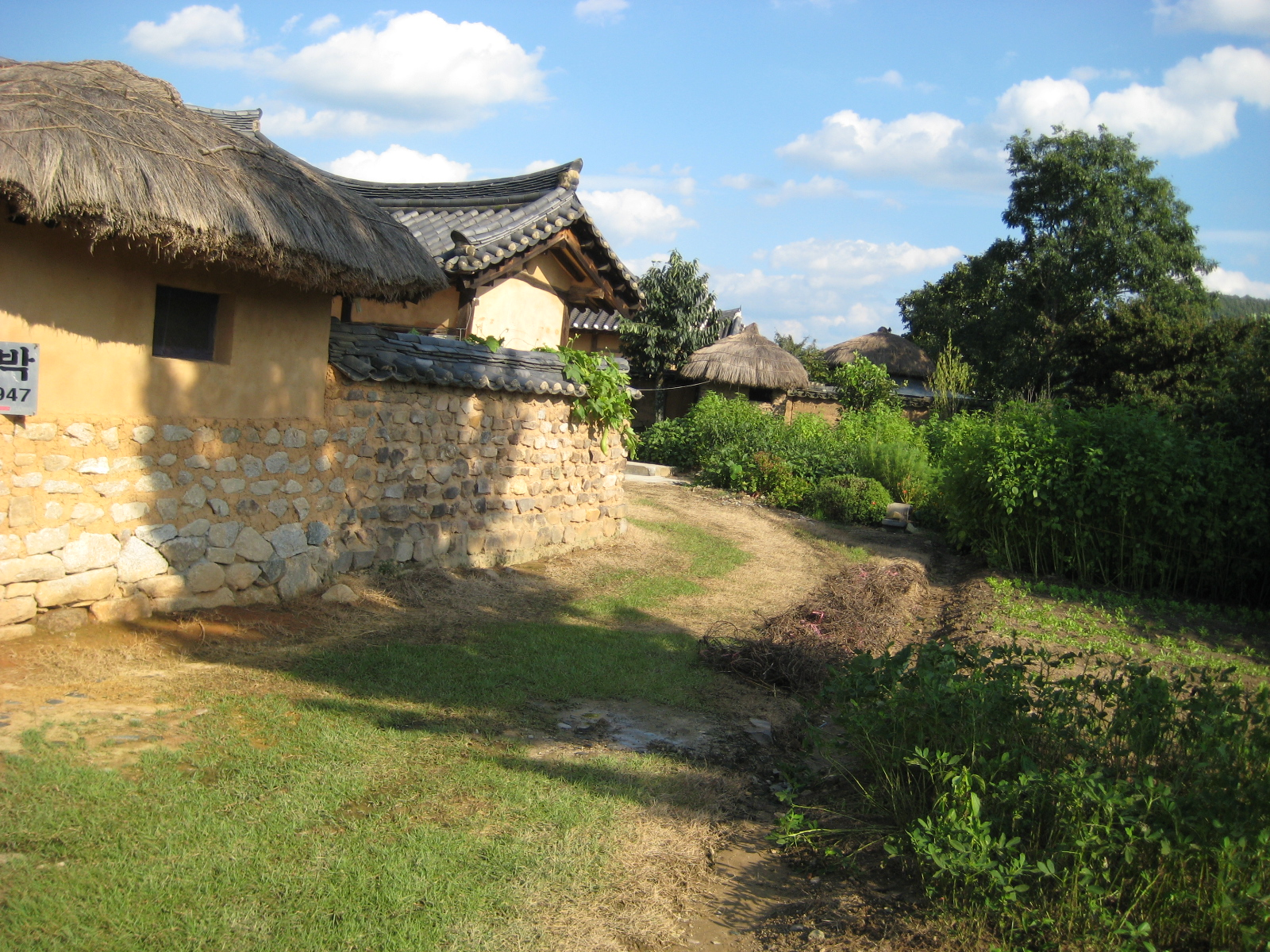
Традиційний будинок у Хахве
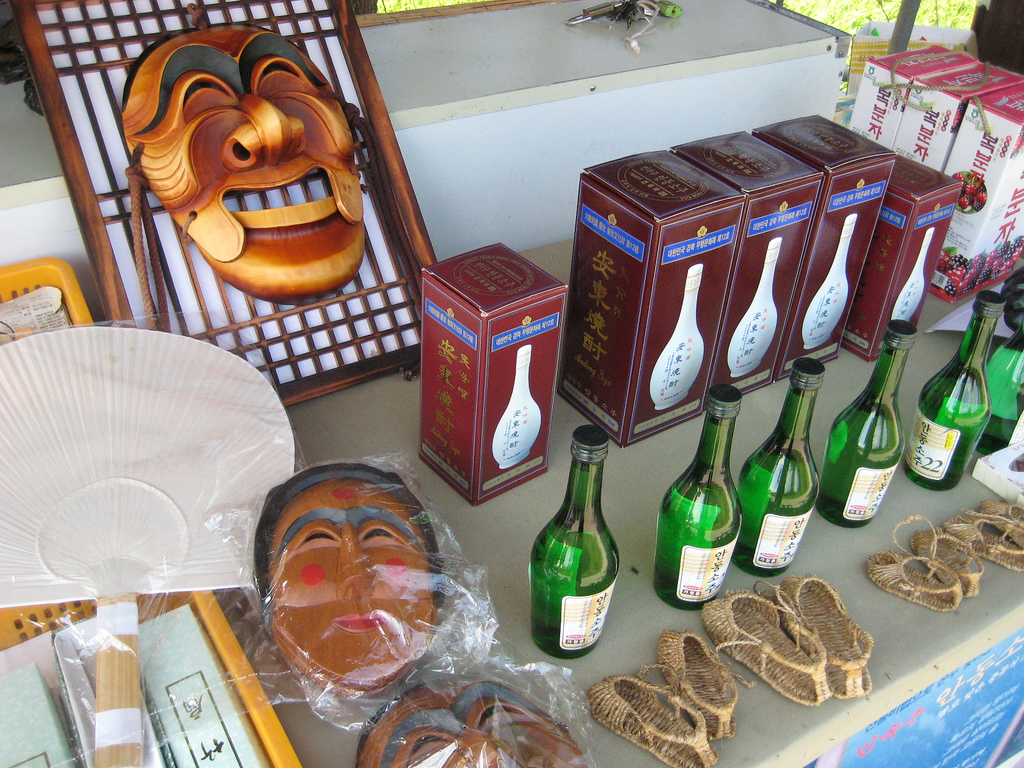
Місцевий алкогольний напій (соджу) та маски Хахветаль
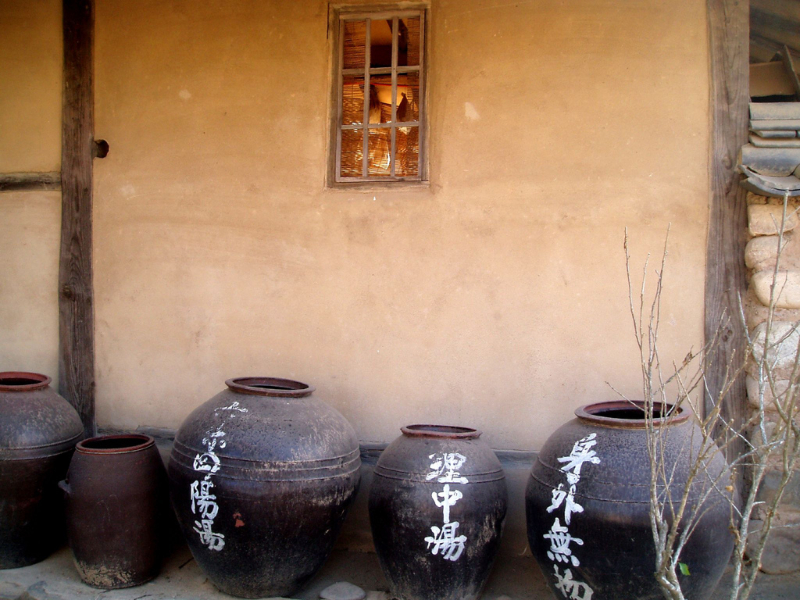
Глиняний посуд